# Ilsemarie Schnering
Ilsemarie Schnering (* 28. April 1909 in Genthin; † 3. April 1995 in Gernsbach) war eine deutsche Opernsängerin (Sopran) und Schauspielerin.

## Leben
Schnering bildete sich nach dem Schulabschluss zur Sopranistin und Schauspielerin aus. Ihre Bühnenlaufbahn führte sie an das Theater Gotha, das Oldenburgische Staatstheater, die Bühnen der Hansestadt Lübeck, das Staatstheater Karlsruhe, das Stadttheater Königsberg, das Theater von Breslau und an das Staatstheater Stuttgart. Seit 1957 arbeitete sie als freischaffende Schauspielerin.
Ilsemarie Schnering begann in dieser Zeit ihre intensive Fernseharbeit. In dem Film Die Frau des Fotografen im Jahr 1958 hat sie die Titelrolle inne. Weiterhin spielte sie in dem Vierteiler Die Schatzinsel 1966 die Mutter von Jim Hawkins (Michael Ande) und in dem Zweiteiler Tadellöser & Wolff 1975 eine Klavierlehrerin. Sie war vorübergehend mit dem Regisseur Peter Beauvais verheiratet.

## Filmografie (Auswahl)
- 1955: Die falschen Nasen
- 1958: Die Frau des Fotografen
- 1959: Der Mann im Manne
- 1962: Geisterkomödie
- 1962: Schönes Wochenende
- 1963: Das Glück läuft hinterher
- 1964: Ich fahre Patschold
- 1964: Spätsommer
- 1965: Onkel Phils Nachlaß
- 1965: Bernhard Lichtenberg
- 1965: Ankunft bei Nacht
- 1966: Die Schatzinsel (Mehrteiler)
- 1967: Das Kriminalmuseum, Folge: Die Zündschnur
- 1967: Der Zug der Zeit
- 1968: Ein Mann namens Harry Brent (Durbridge-Mehrteiler)
- 1968: Gold für Montevasall
- 1968: Der Unfall
- 1969: Die Unverbesserlichen und ihre Menschenkenntnis
- 1970: Trauer muß Elektra tragen
- 1970: Polizeifunk ruft, Folge: Mit 100 Karat durch die Wand
- 1971: Eine unwürdige Existenz
- 1972: Ein Chirurg erinnert sich (Fernsehserie)
- 1972–1977: Tatort (Fernsehreihe)
  - 1972: Wenn Steine sprechen
  - 1974: Playback oder die Show geht weiter
  - 1975: Tod eines Einbrechers
  - 1976: Kassensturz
  - 1977: Finderlohn
- 1973: Die Powenzbande (Mehrteiler)
- 1974: Eine geschiedene Frau (Mehrteiler)
- 1974: Hamburg Transit, Folge: Die Postlady
- 1974: Zwangspause
- 1975: Tadellöser & Wolff (Mehrteiler)
- 1975: Am Wege
- 1975: Hoftheater – Der Knattermime
- 1976: Kein Abend wie jeder andere
- 1977: Rückfälle
- 1978: Lady Audleys Geheimnis
- 1979: Jauche und Levkojen (Mehrteiler)
- 1979: Kur in Travemünde
- 1980: Lucilla
- 1980: Die Weber
- 1980: Nirgendwo ist Poenichen (Mehrteiler)
- 1980: Der Aufstieg – Ein Mann geht verloren
- 1982: Rom ist in der kleinsten Hütte (Serie)
- 1982: St. Pauli-Landungsbrücken (Fernsehserie, eine Folge)
- 1982: Der kleine Bruder
- 1983: Für ’n Groschen Brause
- 1985: Die Krimistunde (Fernsehserie, Folge 19, Episode: Weibliche Hilfe)
- 1986: Ein Fall für Zwei (Fernsehserie, Folge 41, Episode: Schwind passt auf)
- 1992: Das Tier